# Tiit Vähi

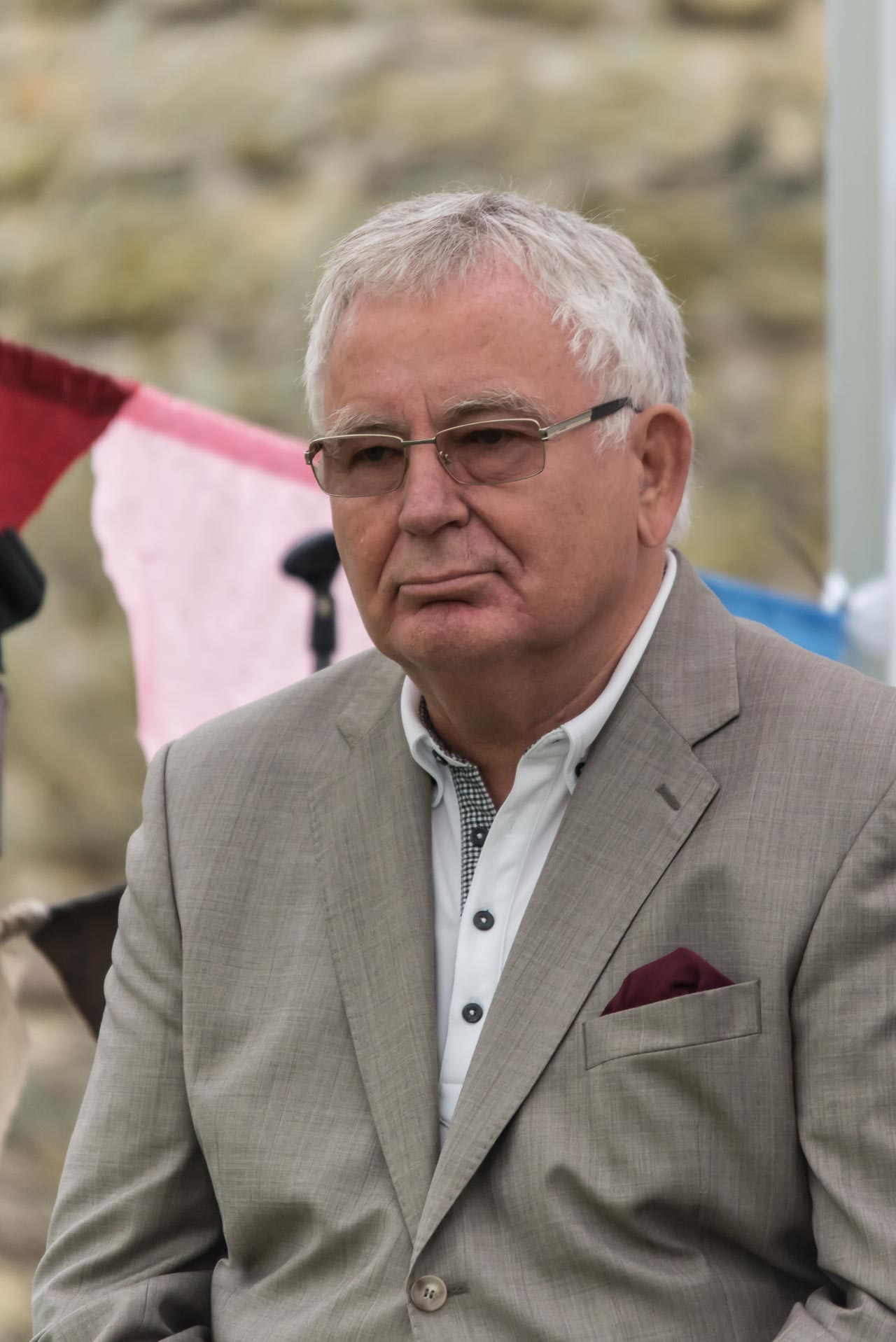
Tiit Vähi (2016)

Tiit Vähi (* 10. Januar 1947 in Valga, Estnische Sozialistische Sowjetrepublik) ist ein estnischer Politiker und Unternehmer. Er war 1992 sowie von 1995 bis 1997 Ministerpräsident der Republik Estland.

## Frühe Jahre
Nach dem Abitur studierte Tiit Vähi Ingenieurwesen an der Technischen Universität Tallinn. Während der sowjetischen Zeit war Tiit Vähi Direktor eines Fuhrbetriebs in Valga. In der Zeit der Perestroika ging er in die Politik. Im Kreis Valga setzte er sich für die Wiedererlangung der estnischen Unabhängigkeit und den Übergang zur liberalen Marktwirtschaft ein.

## Politik
Von 1989 bis 1992 war Vähi Verkehrsminister der Estnischen SSR. In dieser Zeit gelang es ihm, die estnische Kontrolle über die Flughäfen, Häfen und Eisenbahnen Estlands wiederherzustellen. Ab 1991 war er Sonderbeauftragter für den wirtschaftlich schwer angeschlagene Nordosten Estland mit seiner Schwerindustrie. Von Januar bis Oktober 1992 war Vähi erstmals estnischer Ministerpräsident. Er bildete sein Kabinett weitgehend aus Technokraten und Spezialisten. Vähi führte die Estnische Krone als Währung ein und gründete die Estnische Privatisierungsagentur (Eesti Erastamisagentuur), deren Aufgabe die Privatisierung der ehemals sowjetischen Staatsbetriebe war.
Die von Tiit Vähi mitgegründete Estnische Koalitionspartei (Koonderakond) gewann unter seinem Vorsitz die Parlamentswahlen von 1995. Von April 1995 bis März 1997 wurde Vähi erneut Ministerpräsident.

## Unternehmer
1999 fiel die Estnische Koalitionspartei auseinander und Vähi schloss sich der liberalen Estnischen Reformpartei an. Vähi widmete sich aber nach 1998 vor allem seiner Tätigkeit als Unternehmer im Kreis Ida-Viru im vornehmlich russischsprachigen Nordosten Estlands bei Narva. Seine Lebensleistungen sind die Überführung eines Betriebes des ehemaligen Militär-Industrie-Komplexes zu Silmet, das Seltene Erden verarbeitet und die Entwicklung des Hafens Sillamäe.